# Melincué
Melincué est une ville d'Argentine dans la province de Santa Fe ainsi que la capitale du département de General López de ladite province.
Elle se trouve à 117 km de Rosario et à 287 km de Santa Fe, la capitale provinciale.

## Crédit d'auteurs
- (es) Cet article est partiellement ou en totalité issu de l’article de Wikipédia en espagnol intitulé « Melincué » (voir la liste des auteurs).